# MTV Europe Music Award в номінації «Найкращий канадський виконавець»
Нижче наведено список переможців музичної премії MTV Europe Music Award у номінації Найкращий канадський виконавець.

## 2010s
| Рік  | Переможець     | Номінанти                                                                      | Попередня номінація                    |
| ---- | -------------- | ------------------------------------------------------------------------------ | -------------------------------------- |
| 2013 | Джастін Бібер  | - Deadmau5 - Дрейк - Tegan and Sara - The Weeknd                               | - Metric - Серена Райдер - TR/ST       |
| 2014 | Джастін Бібер  | - Arcade Fire - Дрейк - Кайза - Авріл Лавін                                    | - Hedley - Tegan and Sara - The Weeknd |
| 2015 | Джастін Бібер  | - The Weeknd - Карлі Рей Джепсен - Дрейк - Шон Мендес                          | - Алессія Кара - Keys N Krates - Лайтс |
| 2016 | Шон Мендес     | - Алессія Кара - Дрейк - Джастін Бібер - The Weeknd                            |                                        |
| 2017 | Шон Мендес     | - Алессія Кара - Дрейк - Джастін Бібер - Шон Мендес - The Weeknd               |                                        |
| 2018 | Шон Мендес     | - Алессія Кара - Arcade Fire - Дрейк - Шон Мендес - The Weeknd                 |                                        |
| 2019 | Джонні Орландо | - Шон Мендес - Авріл Лавін - Карлі Рей Джепсен - Джонні Орландо - Алессія Кара |                                        |